# Domodossola FN (metropolitana di Milano)
Domodossola FN è una stazione della linea M5 della metropolitana di Milano.

## Storia
La stazione, la cui costruzione iniziò nel novembre 2010 come parte della seconda tratta della linea M5 da Garibaldi a San Siro Stadio, è stata inaugurata il 29 aprile 2015.

## Strutture ed impianti
Domodossola è una stazione sotterranea passante con due binari e una banchina ad isola che, come in tutte le altre stazioni della linea, è dotata di porte di banchina. Possiede uscite solo in via Domodossola.
La stazione è collegata all'omonima stazione ferroviaria mediante un percorso all'aperto protetto da una tettoia in vetro.

## Servizi
La stazione è, come tutte le altre della linea, accessibile ai portatori di handicap grazie alla presenza di vari ascensori, sia a livello stradale sia all'interno della stazione stessa. Sono inoltre presenti indicatori per i tempi d'attesa nelle banchine e l'intera stazione è sotto video sorveglianza.
La stazione dispone di:
- Accessibilità per portatori di handicap
- Ascensori
- Scale mobili
- Emettitrice automatica biglietti
- Servizi igienici
- Stazione video sorvegliata
- Servizi igienici

## Interscambi
Oltre ad essere servita da diverse linee tranviarie e automobilistiche gestite da ATM, la stazione interscambia con varie linee ferroviarie regionali e suburbane.
- Stazione ferroviaria (Milano Domodossola)
- Fermata tram (Domodossola FN M5, linee 1, 10 e 19)
- Fermata autobus